# HV The Flyers
Handbalvereniging The Flyers is een Nederlandse handbalclub uit Wijchen.
De club werd opgericht op 17 juni 1971 en speelde in de Mr. van Thielhal aan de Renbaan.
Sinds 2010 wordt er in het nieuwe Sportcentrum Arcus gespeeld dat samen met basketbalvereniging BV Wyba en volleybalvereniging Trivos wordt geëxploiteerd.